# 胸部X光

胸部正位X光片

胸部X光攝影（chest X-ray，CXR）又稱胸部射线照相术（chest radiography），其圖像简称胸片（chest film），是一種使用在胸部區域的放射造影技術，可以檢視胸腔與周邊器官狀況。胸部X光是目前在醫療上最常見的檢驗項目之一。
就像其他放射診斷的方法一樣，胸部X光的原理是將能量以電子束的形式通過胸腔，所取得的影像。每個成人一張正面胸部X光的平均放射量約是0.02 mSv（2 侖目）、側面胸部X光的放射量約為0.08 mSv（8 侖目）。這大略等於十天的日常背景輻射量。

## 肺結節

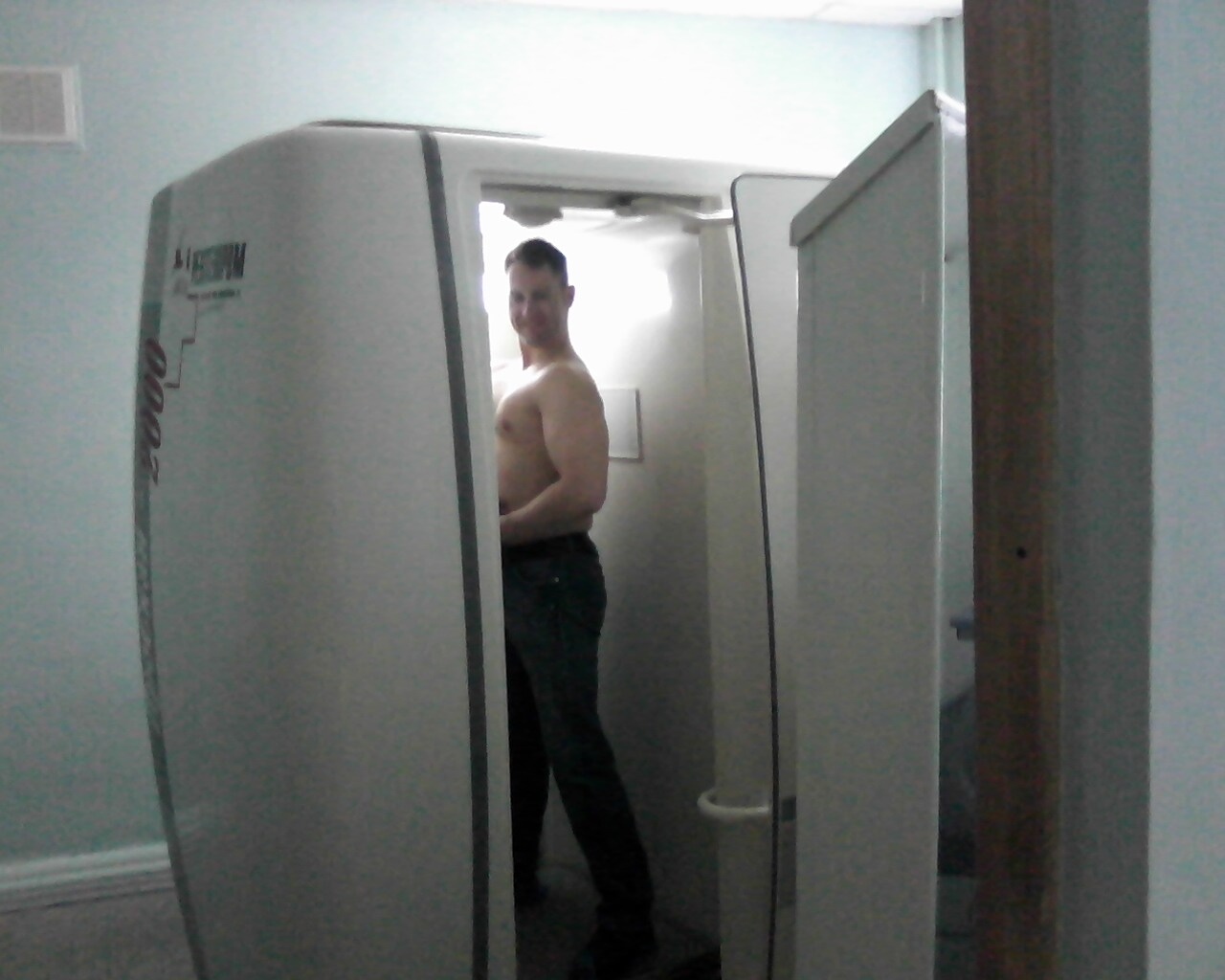
胸部透视检查需要患者摘掉胸前所有金属饰物，有时还需要脱去上衣，以免衣物布料影响拍摄效果

肺結節（lung/pulmonary nodule）是肺部单独分立的不透性白影，一般定义是小于3cm的团块，為胸腔X光主要篩查診療目標之一。
大多数肺结节并非癌性，最常为既往肺部感染导致的疤痕组织、肉芽肿、错构瘤、血管变异、肺結核等；老年人与吸烟者的肺癌概率增加。必要時應定期追蹤（兩年，一年，半年（或低劑量電腦斷層判斷。肺結節透過醫治也有可能消除。
一份檢查報告，通常為健檢時發現。由放射科所拍攝，後由家醫科繕寫，逕行胸腔科回診診察。因此會建議至地區醫院，大醫院進行檢查，追蹤和轉介。
X光所拍攝，三公分以下為結節，以上為腫塊(瘤)。毫米無法拍攝顯現。
當然也有可能依診所，醫院，醫學中心設備準度有所差異，故應二次拍攝，多角度拍攝。也有可能是單純假影。

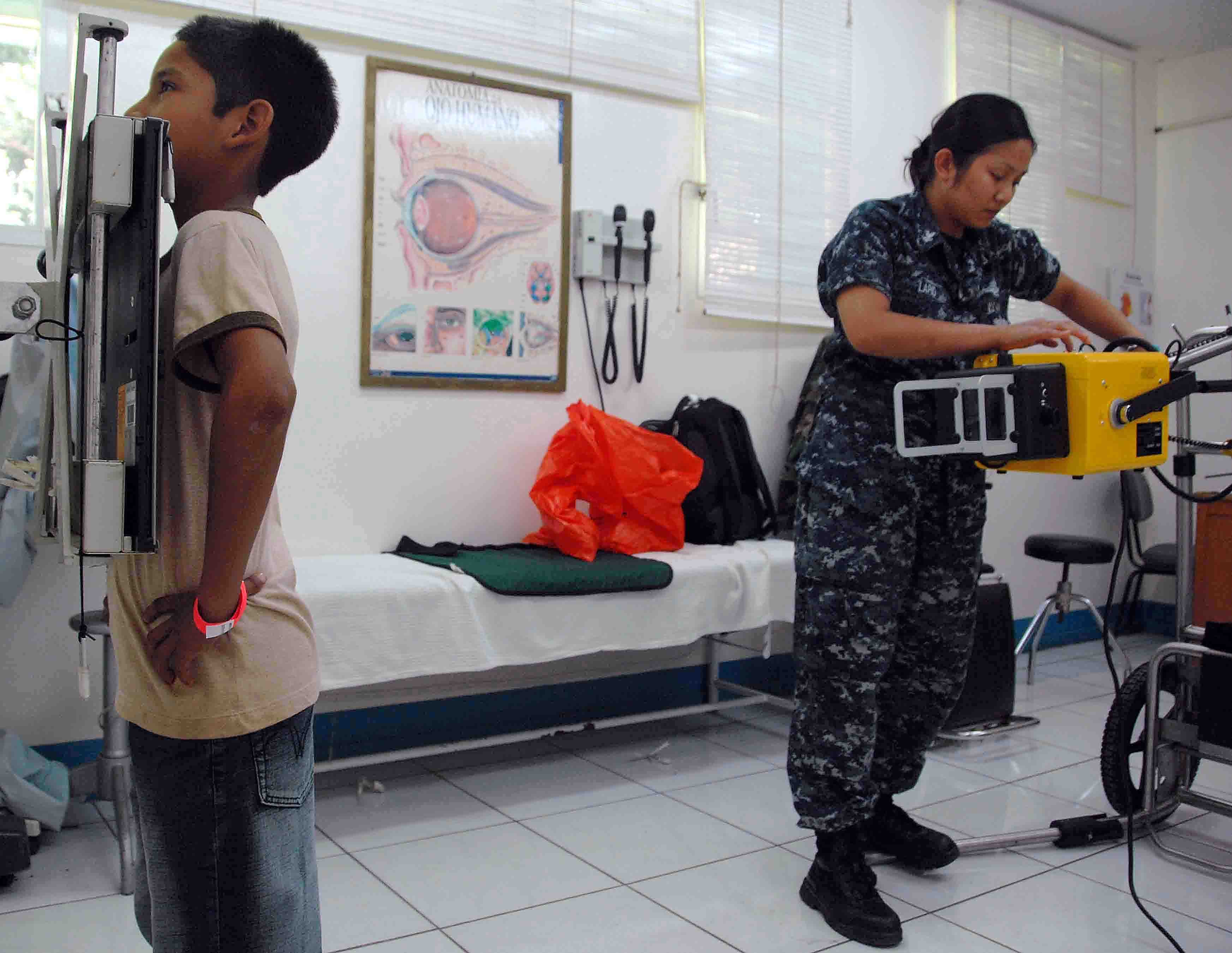
照片中小男孩的姿势常见于胸片拍摄

## 常見醫療用途

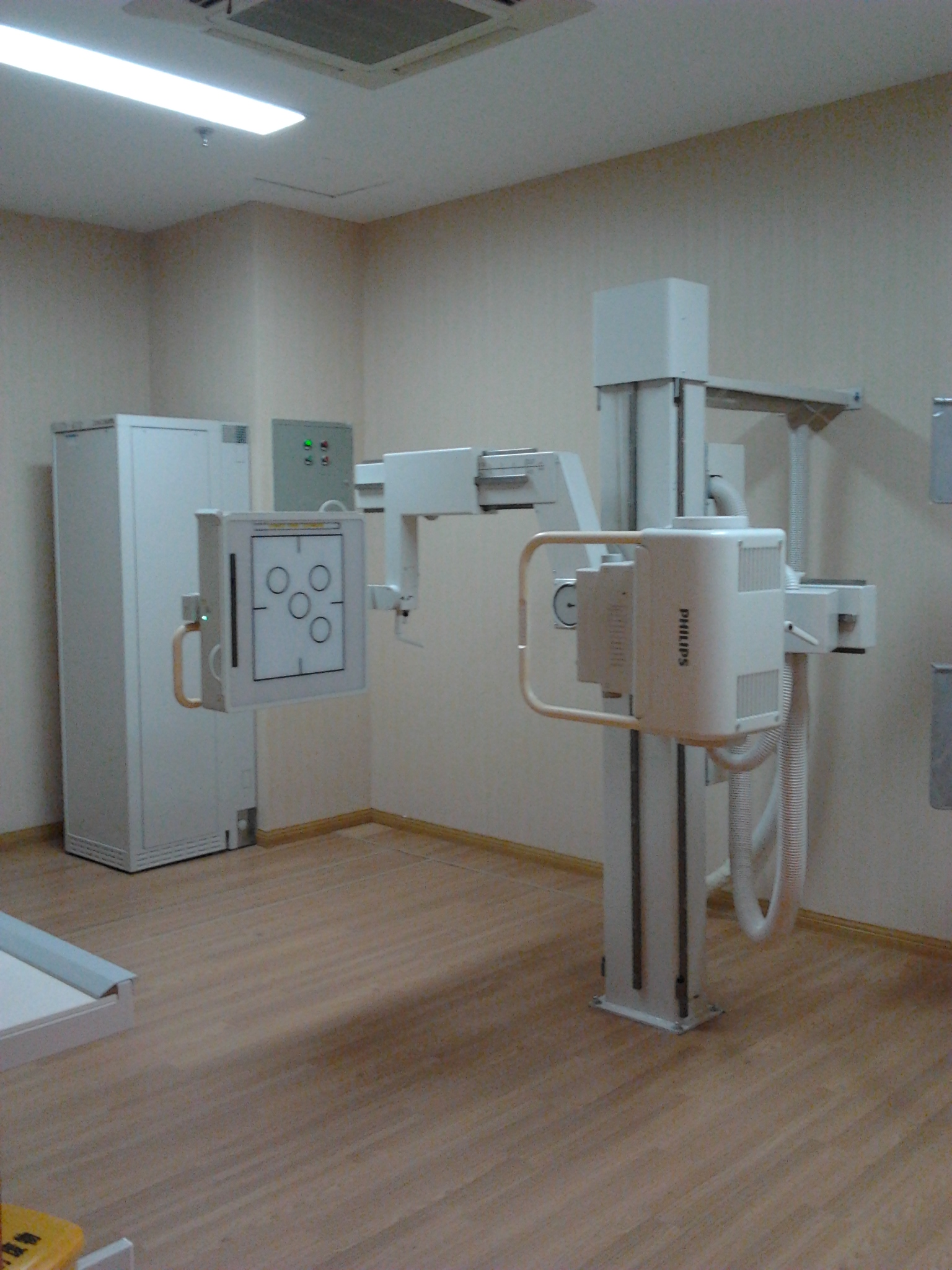

- 肺炎
- 氣胸
- 間質性肺炎
- 心衰竭
- 胸骨骨折
- 疝氣